# Định Thuận Vương hậu
Định Thuận vương hậu (chữ Hán: 定順王后; Hangul: 정순왕후; 1440 - 7 tháng 7, 1521) hay Ý Đức Đại phi
(懿德大妃), là chính phi của Triều Tiên Đoan Tông, vị quân chủ thứ 6 nhà Triều Tiên.

## Tiểu sử
Bà là con gái của Song Hyen Su(?) (1717-1457) và Li Hưng phủ phu nhân Mẫn thị ở Ly Hưng (驪興閔氏), bà là con gái cả trong nhà.
Năm Đoan Tông thứ 2 (1454), ngày 22 tháng 1, sách phong Vương phi. Sang năm đầu Triều Tiên Thế Tông (1455), Đoan Tông được tôn Thái thượng vương, Tống phi được tôn làm Ý Đức Vương đại phi (懿德王大妃). Năm 1457, kế hoạch phục vị của Đoan Tông thất bại, ông bị giáng làm Lỗ Sơn quân, Ý Đức Đại phi do đó bị biếm thành Lỗ Sơn Quân phu nhân (魯山君夫人). Ông bị biếm đi Giang Nguyên đạo, Tống thị từ biệt ông ở suối Thanh Khuê.
Sau khi Đoan Tông qua đời, Tống thị đến Yến Vĩ đình động (燕尾汀洞) ở phía Đông của đại môn lập nên Tịnh Nghiệp viện (净业院). Bà cứ như vậy mà qua đời ở ngày 7 tháng 7 (tức 4 tháng 6 dương lịch), năm thứ 16 triều Triều Tiên Trung Tông, hưởng thọ 82 tuổi.
Năm 1698, Triều Tiên Túc Tông truy phục Đoan Tông, Tống thị được dâng thụy hiệu là Ý Đức Đoan Lương Tề Kính Định Thuận vương hậu (懿德端良齊敬定順王后). Mộ phần ở Tư lăng (思陵), hiện nay ở Namyangju, Gyeonggi.